# فریلنسر دات کام
فریلنسر دات کام یک وبسایت است که اجازه می‌دهد تا کارفرمایان پروژه‌های خود را در آن تعریف کرده و کارجویان آمادگی خود را برای انجام پروژه‌ها به صورت کارمزدی اعلام کنند. این وبسایت در سال ۲۰۰۹ میلادی شروع به کار کرده و دفتر مرکزی آن در شهر سیدنی استرالیا است. هر چند که این وبسایت دفاتری هم در جنوب کالیفرنیا، ونکوور، لندن، بوئنوس آیرس، مانیل و جاکارتا دارد.

## توضیحات
فریلنسر دات کام وبسایتی است که بر بستر آن کارفرمایان و کارجویان برای انجام پروژه‌ها به صورت کارمزدی می‌توانند با هم ارتباط برقرار کنند. این سایت اجازه می‌دهد تا کارفرمایان پروژه‌های خود را برای کاربران سایت در حالی منتشر کنند که یک فرایند رقابتی از لحاظ بودجه و کیفیت در بین کارجویان وجود داشته باشد. این وبسایت همچنین این امکان را فراهم کرده تا کارجویان بتوانند در یک مسابقه برای انجام پروژه شرکت کنند و برنده مسابقه حق‌العمل تعیین شده توسط کارفرما را به عنوان جایزه دریافت کند. کارجویان و کارفرمایان سعی می‌کنند هویت خود در سایت را تکمیل کنند. برای این منظور علاوه بر ارائه اطلاعات هویتی مثل تأیید حساب بانکی و اطلاعات تماس، هر فرد حساب کاربری سعی می‌کند تا نظر مثبت کسانی که با آنها پروژه انجام داده‌است را جلب و از آنها می‌خواهد که این نظر مثبت را در قسمت دیدگاه‌های حساب کاربری خود درج کنند. کاربران سایت در هر دوره می‌توانند تعداد محدودی پیشنهاد همکاری ارسال کنند. مجموعه‌ای از امکانات برای حساب‌های مختلف ارائه می‌شود از حساب‌های رایگان تا حساب‌های حرفه‌ای.
کارجویان آزاد می‌توانند با عضویت در فریلنسر دات کام به چند پلتفرم کاریابی آنلاین دسترسی داشته باشند از جمله EUFreelancer.com (تأسیس توسط تیبل در سال ۲۰۰۴ میلادی در سوئد) LimeExchange (سابق کسب و کار از آهک Labs LLC USA) Scriptlance.com (تأسیس شده توسط رنه ترس‌ساسس در سال ۲۰۰۱ کانادا)- یکی از پیشگامان صنعت کاریابی آزاد Freelancer.de (آلمان) Freelancer.co.uk (بریتانیا) Webmaster-talk.com (ایالات متحده آمریکا) یک فروم برای وب مسترها و vWorker (تأسیس شده توسط لن ابپولیتو، ایالات متحده).
در تاریخ ۲۹ مارس ۲۰۱۶، این شرکت ۴۴ بازار منطقه ای را راه اندازی کرده و در ۳۴ زبان و ۲۱ ارز واحد فعالیت می‌کند در هند و آمریکای لاتین. در ۲ مارس ۲۰۱۴، این کمپانی بستر اصلی بازار محتوای دیجیتال اوکراین را به به دست آورد. در مارس ۲۰۱۵، فریلنسر دات کام Escrow.com را خرید. این سرویس ارائه دهنده خدمات اینترنت مستقر در ایالات متحده است.
فریلنسر دات کام ده درصد از مبلغ تراکنش‌ها را به عنوان کارمزد واسطه گری دریافت می‌کند که این مبلغ با خرید اشتراک می‌تواند تا ۵ درصد کاهش پیدا کند این شرکت به تازگی اعلام کرده فعالیت‌های جدیدی را برای اولین بار در حوزه خدمات خانگی و محلی در استرالیا شروع کرده‌است.
بسیاری از کاربران کارجو در این وبسایت از کشور هند، آمریکا، فیلیپین، پاکستان و بریتانیا هستند. اما شبکه کاربران این وبسایت در ۲۴۷ کشور و منطقه گسترش یافته و در هر دو حوزه بازارهای در حال توسعه و توسعه یافته حضور دارد. سه دسته‌بندی پروژه‌ها که بیشتر برای آنها درخواست کار داده می‌شود عبارتنداز ارتباطات و نرم‌افزار ۳۴ درصد؛ طراحی رسانه‌ها و معماری ۳۱ درصد؛ و نوشتن و محتوا ۱۳ درصد.